# 布氏櫻鮨
布氏櫻鮨，又稱布氏珠斑花鱸，為輻鰭魚綱鱸形目鱸亞目鮨科的其中一種，分布於西印度洋阿曼馬斯喀特海域，棲息深度可達49公尺，體長可達19公分，為底棲性魚類，屬肉食性，生活習性不明。

## 擴展閱讀
維基物種上的相關：布氏櫻鮨